# William Mure (1718-1776)
William Mure (décembre 1718 - 25 mars 1776), connu sous le nom de William Mure de Caldwell, est un avocat et un homme politique écossais. Il devient un baron du Trésor écossais et est un ami du premier ministre Lord Bute et de David Hume  .

## Jeunesse
Il est né à la fin de 1718, fils aîné et successeur de William Mure de Caldwell à Ayr et Renfrewshire, et de son épouse Anne Stewart, fille de Sir James Stewart (1635-1713) (en), avocat et veuve de James Maxwell de Blawarthill. Le frère de sa mère est James Stewart (1er baronnet) (en) (1681-1727) . Par son père, il descend de William Mure (écrivain) (en) (1594-1657), l'écrivain et descendant des Mures de Rowallan . Il a une sœur, Agnes Mure (décédée en 1758), qui épouse Patrick Boyle (1717-1798), fils de John Boyle (2e comte de Glasgow) .
Son père mourant en avril 1722, il est élevé chez lui par sa mère, sous la tutelle de William Leechman ; plus tard, Mure aide Leechman à occuper le poste de directeur de l’Université de Glasgow .

## Carrière
Diplômé de Université de Glasgow en 1730, Mure étudie le droit à Édimbourg et à Leyde et voyage en 1741 en France et en Hollande. De retour en Écosse en novembre 1742, il est élu député du Renfrewshire, siège qu'il occupe sans opposition durant trois parlements jusqu'en 1761, date à laquelle il est nommé baron de l'échiquier écossais ,. Il parle rarement et fréquente le Parlement de manière irrégulière, son principal intérêt étant l'amélioration de l'agriculture   .
Il est surtout connu comme l'ami de Lord Bute et David Hume . Il aide Bute dans la gestion de ses domaines, devient un ami et un conseiller proche et, à mesure que Bute progresse dans la vie politique, est l'un des hommes les plus influents d'Écosse, avec la distribution du mécénat écossais. Il correspond avec Hume à partir de 1742 et Hume visite la maison de Mure à Abbey Hill, près de Holyrood. À propos de son histoire, Hume écrit à Mure en 1756: "Si vous ne dites pas que j'ai rendu justice aux deux parties, et si Mme Mure ne regrette pas le pauvre roi Charles, je brûlerai tous mes papiers et je reviendrai à la philosophie." .
En 1764 et 1765, il est lord recteur de l'Université de Glasgow. Il est battu pour ce poste en 1776.
Il est connu dans la société littéraire écossaise et publie des textes privés sur l'Économie politique. Les lettres qui lui sont adressées et d'autres documents sont publiés avec un portrait dans les «Caldwell Papers», vol. ii. et iii.  .

## Vie privée
En 1752, il épouse Anne Grahame, fille de James Grahame, Lord Easdale (1696-1750) . Lord Easdale, le deuxième fils de John Graham de Dougalston (1669-1722) , devient avocat le 9 février 1723. Il est nommé juge de la Cour de session le 3 juin 1749, succédant à Robert Dundas d'Arniston (en), et reçoit le titre de Lord Easdale. Il ne sert que brièvement, puisqu'il meurt à Édimbourg en août 1750. Ensemble, William et Anne ont deux fils et quatre filles:
- William Mure (d. 1831), colonel de la milice de Renfrew qui est également lord recteur de l'Université de Glasgow (1793-1794), qui épouse Anne Blair (d. 1854)[14], fille de Sir James Hunter Blair (1er baronnet) (1741-1787) de Dunskey, Wigtownshire.
- James Mure [4]
- Catherine Mure, mariée à James Rannie (1733-1805)

Il meurt à Caldwell le 25 mars 1776 d'une crise de goutte à l'estomac.